# Simon W. Kristiansen

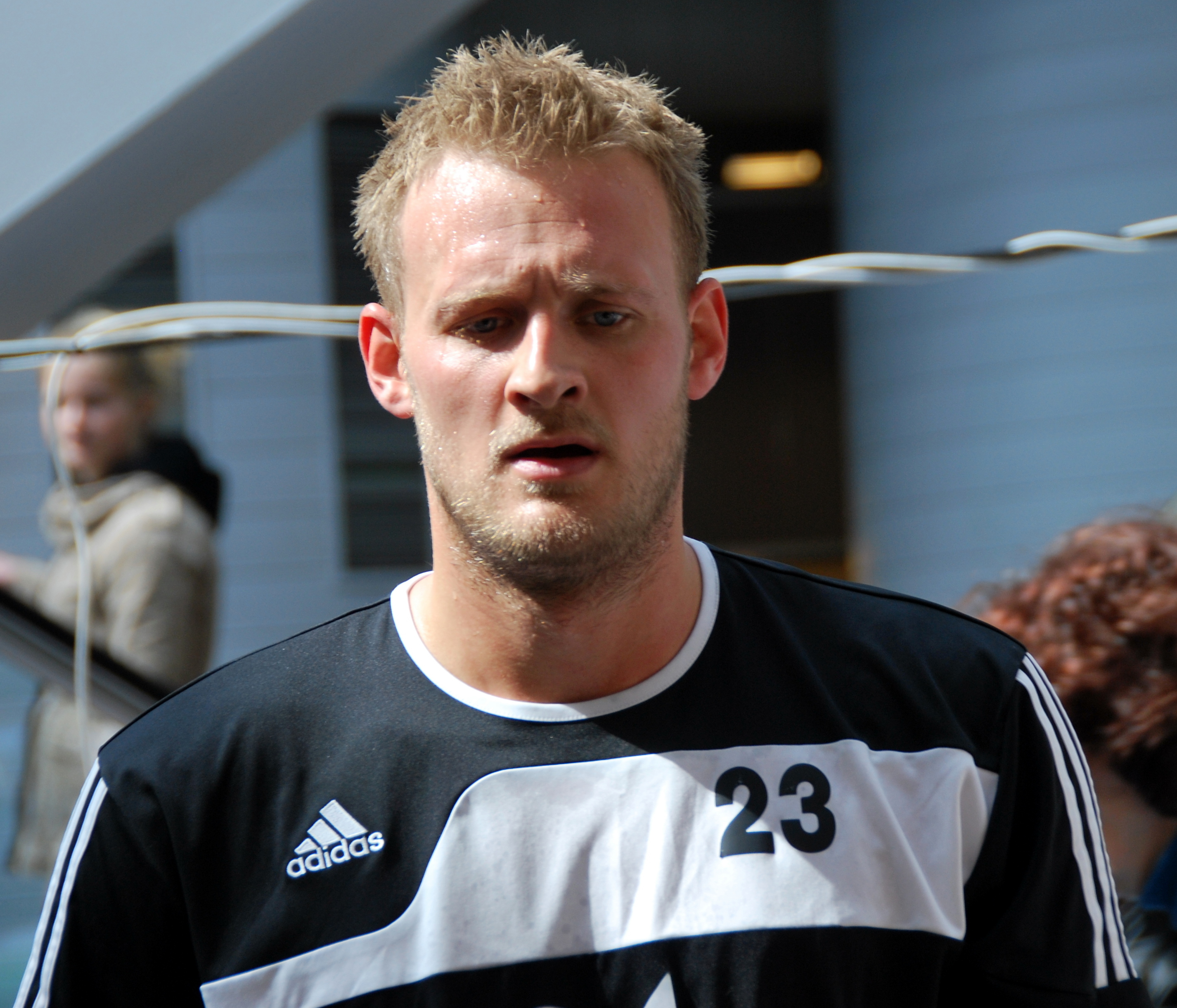
Simon Kristiansen im April 2012

Simon Westh Kristiansen (* 25. Januar 1984) ist ein ehemaliger dänischer Handballspieler.
Der 1,90 Meter große Rückraumspieler spielte bei KIF Kolding und bei Bjerringbro-Silkeborg. Im Jahr 2013 schloss sich Kristiansen SønderjyskE Håndbold an, für den er fünf Jahre auflief.
Für die dänische Nationalmannschaft bestritt Simon W. Kristiansen 14 Länderspiele, in denen er 24 Tore warf; er stand im erweiterten Aufgebot für die Weltmeisterschaft 2011.